# خلیفه بن احمد آل خلیفه
خلیفه بن احمد آل خلیفه (انگلیسی: Khalifa bin Ahmed Al Khalifa؛ زادهٔ ۱۹۴۶ (۷۹ سال)) فرمانده نظامی اهل بحرین است، که هم‌اکنون به‌عنوان رئیس ستاد کل نیروی مسلح بحرین فعالیت می‌کند.